# Albert Willecomme
Albert Willecomme (Wattrelos, 16 april 1900 - Orroir, 31 maart 1971) was een fotograaf, uitgever van postkaarten en kunstschilder. Hij zag het licht in Wattrelos, een stadje in Rijsels-Vlaanderen in het noorden van Frankrijk, maar vestigde zich later in België, in het in  Wallonië gelegen Mont-de-l'Enclus. Hij was gehuwd met Martha Goeminne en had twee kinderen : Nicole en Françoise.